# Czeresza
Czeresza (bułg. Череша) – wieś w Bułgarii, w obwodzie Burgas, w gminie Ruen. W 2023 roku liczyła 660 mieszkańców.